# Phil Donahue
Phillip John Donahue (Cleveland, Ohio, 21 de diciembre de 1935-Manhattan, 18 de agosto de 2024) fue un presentador de televisión y productor estadounidense. Principalmente reconocido por haber creado y conducido el programa televisivo The Phil Donahue Show, también conocido simplemente como Donahue, el primer programa de variedades televisivo con entrevistas e invitados. 

## The Phil Donahue Show
El programa estuvo veintiséis años en antena en todo Estados Unidos, y fue precedido por tres años en la televisión local de Dayton, Ohio, antes de su desaparición en 1996. En ese mismo programa, Donahue conoció a Marlo Thomas, en una entrevista, quien sería más tarde su segunda esposa.
El programa generalmente estaba dividido en los aspectos que habitualmente eran objeto de controvesia entre liberales y conservadores en los Estados Unidos, con temas como el aborto, protección a los consumidores... (su invitado más famoso fue Ralph Nader, el cual compaginó su candidatura a la presidencia de Estados Unidos en las elecciones de 2000 con la defensa de los derechos humanos y las protestas contra la guerra). Donahue también fue presentador de un espectáculo televisivo en MSNBC durante 2002 y 2003.